# Bitwa pod Degsastan
Bitwa pod Degsastan – bitwa stoczona w 603 roku pomiędzy królem Dalriady Aidanem mac Gabrainem, a władcą Bernicji Ethelfirthem. 
Dysponujący mniejszą armią Ethelfirth mimo śmierci w boju brata Theobalda miał rozbić armie Aidana i zmusić go do ucieczki. Według Bedy Czcigodnego po Degsastan "żaden wódz z irlandzkiego rodu nigdy potem już się nie odważył wypowiedzieć wojny Anglikom" W armii Aidana mieli znajdować się bernicki wygnaniec Hering, syn pokonanego przez Ethelfirtha króla Hussy oraz książę Cenél nEógain Máel Umai mac Báetáin któremu przypisuje się zabicie brata Ethelfirtha. 
Klęska pod Degsastan znacząco osłabiła siły Dalriady i wzmocniła pozycję Ethelfirtha który rok później zajął Deirę stając się pierwszym władcą  zjednoczonej Nortumbrii.